# Cryptotettix spinilobus
Cryptotettix spinilobus är en insektsart som beskrevs av Hancock, J.L. 1900. Cryptotettix spinilobus ingår i släktet Cryptotettix och familjen torngräshoppor. Inga underarter finns listade i Catalogue of Life.